# Стратегия
Стратегия (от гръцки: στρατηγία, stratēgia, „изкуство на военното ръководство, офис на военен командир, командване и т.н.“) e план на висше ниво, с който да се постигнат една или повече цели при определени условия на несигурност.
Тя е важна, тъй като ресурсите за постигане на тези цели обикновено са ограничени. Стратегията обикновено включва полагане на цели, определяне на действия за постигане на целите и мобилизиране на ресурсите, за осъществяването на тези цели. Стратегията описва как крайните цели да се постигнат чрез средствата (ресурси), като в организационните изследвания мениджмънта в организациите е обикновено натоварен със задачата да определя стратегията, а самата стратегия може да възникне като шаблон /модел на дейност. Стратегията включва дейности като стратегическо планиране и стратегическо мислене.
Стратегиите се използват най-вече на национално, организационно ниво, бизнеса и в компютърните игри (особено стратегическите игри).